# When You're Gone (canção de The Cranberries)
When You're Gone é o terceiro single do terceiro álbum de estúdio To the Faithful Departed da banda irlandesa The Cranberries. Foi lançado no final de 1996. Em 2017, a canção foi lançada como uma versão acústica e despojada no álbum Something Else da banda.. Foi tocada no final do funeral de Dolores O'Riordan em 23 de janeiro de 2018, após sua morte repentina uma semana antes em Londres, aos 46 anos de idade. Também foi tocada pela maioria das estações de rádio irlandesas ao mesmo tempo durante o funeral.

## Videoclipe
O videoclipe, gravado em preto e branco, apresenta a sala amarela da capa do álbum queimando sobre um corpo d'água.

## Faixas
1. "When You're Gone" (edit) – 4:33
2. "Free to Decide" (Ao vivo) – 3:13
3. "Sunday" (Ao vivo) – 3:22
4. "Dreaming My Dreams" (Versão acústica - ao vivo) – 4:22
5. "Zombie" (Versão acústica - ao vivo) – 4:30

## Paradas
| Parada (1996–1997)                                             | Melhor colocação |
| -------------------------------------------------------------- | ---------------- |
| Austrália (ARIA)                                               | 40               |
| Bélgica (Ultratip Bubbling Under de Flandres)                  | 6                |
| França (SNEP)                                                  | 26               |
| Alemanha (Offizielle Deutsche Charts)                          | 94               |
| Islândia (Íslenski Listinn Topp 40)                            | 8                |
| Irlanda (IRMA)                                                 | 21               |
| Nova Zelândia (Recorded Music NZ)                              | 23               |
| Noruega (VG-lista)                                             | 4                |
| Polônia (LP3)                                                  | 4                |
| Suécia (Sverigetopplistan)                                     | 31               |
| Estados Unidos (Billboard Hot 100) Lado A com "Free to Decide" | 22               |
| Estados Unidos (Billboard Adult Top 40)                        | 17               |
| Estados Unidos (Billboard Mainstream Top 40)                   | 27               |

| Parada (2018)                                         | Melhor colocação |
| ----------------------------------------------------- | ---------------- |
| Irlanda (IRMA)                                        | 64               |
| Estados Unidos (US Billboard Hot Rock Songs)          | 25               |
| Estados Unidos (US Billboard Rock Digital Song Sales) | 24               |

| Chart (1997)                          | Posição |
| ------------------------------------- | ------- |
| Estados Unidos (US Billboard Hot 100) | 95      |